# Welfarismo
Nell'etica filosofica, il welfarismo è una forma di consequenzialismo. Come tutte le forme di consequenzialismo, il welfarismo si basa sulla premessa che le azioni, le politiche e/o le regole dovrebbero essere valutate sulla base delle loro conseguenze.  Il welfarismo è l'opinione che le conseguenze moralmente significative siano impatti sul benessere umano (o animale).  Esistono molte interpretazioni diverse del benessere umano, ma il termine "assistenzialismo" è solitamente associato alla concezione economica del benessere. Gli economisti di solito pensano al benessere individuale in termini di funzioni di utilità, una prospettiva in cui il benessere sociale può essere concepito come aggregazione di singole utilità o funzioni di utilità.
Le opinioni welfariste sono state particolarmente influenti nel movimento legale ed economico.  Steven Shavell e Louis Kaplow hanno sostenuto in un libro influente, “Fairness versus Welfare” che il welfare dovrebbe essere il criterio esclusivo con cui gli analisti legali valutano le scelte di politica legale.